# Буянов, Михаил Иванович (Герой Социалистического Труда)
Михаи́л Ива́нович Буя́нов (род. 1937) — советский и российский строитель, Герой Социалистического Труда (1981), заслуженный строитель Российской Федерации.

## Биография
Родился 4 ноября 1937 года в Иркутской области. Работать начал в 16 лет.
В 1956—1958 годах проходил срочную службу в Советской Армии. Демобилизовавшись, пришёл на работу слесарем в трест «Уралэнергомонтаж» в городе Серове Свердловской области.
В 1961 году М. И. Буянов переехал в Тюмень и стал работать здесь электрогазосварщиком в Строительном управлении № 19 Главтюменнефтегазстроя. В 1970 году он перешёл в Комсомольско-молодёжное монтажное управление (КММУ) № 1 объединения «Сибкомплектмонтаж», где стал бригадиром и, проработав в этой организации 14 лет, достиг высоких производственных показателей. Его бригада начала осваивать вахтово-экспедиционный метод работы в условиях Крайнего Севера. Сам М. И. Буянов стал автором многих рационализаторских предложений. Неоднократно он отмечался высокими правительственными наградами. В 1976 году М. И. Буянов был удостоен Государственной премии СССР за выдающиеся достижения в труде, а именно «за совершенствование планирования работы бригад, внедрение блочно-комплектного метода строительства».
Указом Президиума Верховного Совета СССР от 2 марта 1981 года за выдающиеся производственные достижения, досрочное выполнение заданий десятой пятилетки и социалистических обязательств, проявленную трудовую доблесть бригадиру слесарей-монтажников комсомольско-молодёжного монтажного управления № 1 объединения «Сибкомплектмонтаж» Михаилу Ивановичу Буянову присвоено звание Героя Социалистического Труда с вручением ордена Ленина и золотой медали «Серп и Молот».
В 1984 году М. И. Буянов перешёл на должность слесаря-монтажника, а затем электросварщика ПММК № 13 ОАО «Сибкомплектмонтаж». В 1998—2003 годах трудился слесарем-монтажником (бригадиром) СПБ ОАО «Сибкомплектмонтаж». В настоящее время на пенсии.
В 2011/2012 году был выдвинут губернатором Тюменской области в Зал национальной трудовой славы.

## Награды
- Герой Социалистического Труда (02.03.1981)
- орден Ленина (02.03.1981)
- орден Октябрьской революции (13.06.1986)
- орден Трудового Красного Знамени (02.02.1973)
- орден «Знак Почёта» (30.03.1971)
- Государственная премия СССР (1976)
- Заслуженный строитель Российской Федерации (1996)
- Почётный работник АО «Роснефтегазстрой» (1996)
- Избрание в Зал национальной трудовой славы (2011/2012)